# Рядовой второго класса
Рядовой второго класса (вьет. Binh Nhì) — воинское звание срочнослужащих, звание рядового состава Народной армии Вьетнама. 
Звание рядового 2-го класса (Binh Nhì) ниже звания рядового 1-го класса (Binh Nhất). Соответствует званию рядовой большинства вооружённых сил государств мира. Также звание в Маньчжурской императорской армии.

## Ирландия
В Ирландской армии соответствует званию 2-хзвёздного рядового (Saighdiúr Singil, 2 Réalta), которое выше рядового-рекрута (Earcach) и ниже 3-хзвёздного рядового (Saighdiúr Singil, 3 Réalta).

погон рядового 2*.
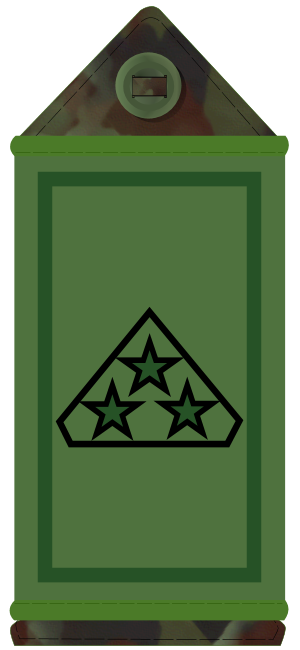
погон рядового 3*.

## США
В армии США рядовой — второе по счёту звание срочнослужащих в сухопутных войсках. Следует после рядового-рекрута и ниже рядового первого класса. Эквивалентные звания в НАТО обозначаются кодом OR-2.

Нарукавный шеврон рядового армии США.

## Япония
В Силах самообороны Японии существуют рядовые 1-го, 2-го и 3-го классов.

погон рядового 1-го класса.
погон рядового 2-го класса.
погон рядового 3-го класса.
погон курсанта.